# Неолатинский романский язык
Неолатинский романский язык, или просто неолатинский (на неолатинском — neolatino), — это панроманский язык, то есть языковое образование на романской основе, представляющее совокупность латинских языков. Его можно рассматривать как предложение стандартного языка для всей романской языковой семьи, а также как зональный искусственный язык, являющийся результатом лингвистической кодификации на основе конкретной группы — в данном случае, латинских языков. Следует подчеркнуть, что этот зональный язык ограничивается исключительно лингвистической сферой и не охватывает никаких социальных или политических аспектов.

## Введение
Неолатинский язык возникает как стандартный язык с строго романской базой, в отличие от других схожих лингвистических проектов, таких как интерлингва. Интерлингва — это искусственный язык, созданный Международной ассоциацией вспомогательных языков (IALA), целью которой изначально было оценить существующие искусственные языки и дать необходимые рекомендации по выбору одного из них в качестве общего. После того как было установлено, что ни один из существующих языков не полностью подходит для использования в качестве международного языка, IALA, по прошествии нескольких лет исследований и работы, опубликовала словарь с 20 000 терминами и минимальной грамматикой для будущего языка — интерлингвы.
Неолатинский язык, напротив, не основывается на искусственном языке, а создаётся в соответствии с критериями, рекомендованными лингвистической наукой. Основная цель неолатинского языка — не продвижение международного вспомогательного языка для всего мира, а помощь в коммуникации между «различными неолатинскими народами [носителями романских языков] через их собственные языки: романские» (Мартин Ринкон, 2016). В отличие от интерлингвы, неолатинский язык не использует инновационные принципы, а основывается на теории кодирования, разработанной такими лингвистами, как Ламюэла, Кастельянос и Сумьен. Основное развитие учитывает всю романскую языковую систему.
Первоначальная цель языка — облегчить и одновременно возвысить панлатинскую коммуникацию, поэтому проект этого языка, официально называемый Via Neolatina (Неолатинский путь), стремится восстановить изначальную суть латинских или романских языков и их традиционные нормы. Представляемая языковая модель — это синтез романского разнообразия, который пытается быть представительным для всей романской области: это новый и общий, но одновременно естественный и многогранный вариант, позволяющий говорящим на нём общаться в латинском мире (страны и регионы, где говорят на романских языках). Это также полезный язык для не носителей романских языков, так как он может служить более лёгким путём доступа к ним.
Будучи искусственно сконструированным на романской основе, язык имеет несколько преимуществ, которых нет у других искусственных языков без такой базы. Например:
- Это язык, понятный для сообщества из более чем 800 миллионов носителей романских языков.
- Это очень гибкий и адаптируемый язык, соответствующий нуждам, потребностям и интересам разных романоязычных носителей.
- Это центральный путь доступа для тех, кто не говорит на романских языках.
- Это также мост между самими романскими языками (как современными, так и древними или исчезнувшими, включая латынь), поскольку он обеспечивает большую эффективность при переводе между романскими языками благодаря своей синтаксической и грамматической унификации.

Наряду с неолатинским романским языком существуют также параллельные проекты в других европейских языковых семьях. Самым развитым из них является так называемый межславянский язык. Носители романских языков в Европе находятся в контакте с двумя другими крупнейшими языковыми семьями: германской и славянской. Разработка современного интерславянского языка началась в 2006 году под названием Slovianski командой лингвистов из разных стран во главе с Яном ван Стенбергеном, и только спустя несколько лет язык получил своё нынешнее название — интерславянский. Позже этот проект объединился с похожим проектом общего славянского языка, новославянского, продвигаемого чешским лингвистом Войтехом Мерункой, в год, когда прошёл Первый международный конгресс интерславянского языка в чешском городе Нове-Место (Прага).
Существуют и другие предшественники неолатинского языка, некоторые из них были оформлены как вспомогательные языки. Уже в 1947 году Андре Шильд создал язык под названием неолатино, а в 1948 году португальский лингвист Жуан Кампуш Лима предложил язык интернасиональ в качестве международного средства общения как альтернативу эсперанто. Позже, в 2001 году, Ричард Сорфлит и Хосу Лавин создали романическую интерлингву, а несколько лет спустя Раймунд Захариас и Тьягу Санктус — интерроманико в 2017 году, также как проекты для панлатинской коммуникации. В 2010 году также появилась инициатива от лингвиста Клейтона Кардозу — оливариану, но в этом случае это был художественный искусственный язык, встроенный в вымышленный мир.